# Bronikowo (województwo zachodniopomorskie)
Bronikowo (niem. Brunk) – wieś w Polsce położona w województwie zachodniopomorskim, w powiecie wałeckim, w gminie Mirosławiec.
Wieś w 2011 roku zamieszkiwało 340 osób.
Przez miejscowość przebiega droga wojewódzka nr 177.
W latach 1975–1998 miejscowość administracyjnie należała do województwa pilskiego.
We wsi znajduje się zabytkowy kościół św. Jakuba Apostoła.